# Procaris
Procaris é um género de crustáceos decápodes da família Procarididae.

## Espécies
Este género contém as seguintes espécies:
- Procaris ascensionis Chace & Manning, 1972
- Procaris chacei Hart & Manning, 1986
- Procaris hawaiana Holthuis, 1973
- Procaris mexicana von Sternberg & Schotte, 2004
- Procaris noelensis Bruce & Davie, 2006